# Восковые маски предков

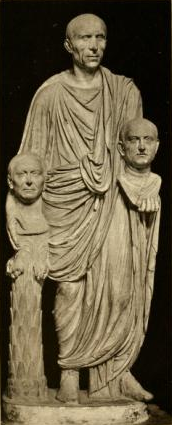
«Тогатус Барберини»: римлянин с масками предков

Восковые маски предков (лат. Imagines maiorum) — как считается, в Древнем Риме посмертные маски или скульптурные портреты умерших родственников знатных римлян, изготовленные из воска и хранившиеся в специальных шкафах (своего рода семейных алтарях — лат. armaria) в атриуме.
Начальная дата их использования неизвестна, но по крайней мере ко II в. до н. э. этот обычай хорошо устоялся; и он не прерывался до IV или даже VI в. н. э..

## Характеристика
Первоначально маски изображали лишь тех из предков, которые занимали курульные должности, однако впоследствии стали изображаться и другие родственники, в том числе жёны и предки по женской линии. Надпись (лат. titulus, index) под каждой из масок сообщала имя, должности (honores) и достижения (res gestae). Маски могли быть сгруппированы в генеалогическое древо. Этой чести изначально удостаивались только мужчины, причем из высшего социального слоя.
Маски играли заметную роль в погребальных обрядах римлян. Об этом обычае рассказывают нам древние авторы; наиболее существенными являются сообщения историка II века до н. э. Полибия (Полибий, Hist., 6, 53) и ученого I века н. э. Плиния.
Полибий указывает, что маски надевали люди подходящего роста и телосложения. Одежда их соответствовала должности и общественному положению, которое при жизни занимало изображаемое лицо. В таком виде они сопровождали похоронную процессию на колесницах, а когда она достигала Форума, «предки» в масках рассаживались вокруг покойного в креслах из слоновой кости, после чего сын или другой родственник умершего произносил траурную речь, восхвалявшую покойного и его предков (Полибий, Hist., 6, 53) .
Плиний пишет: «Иначе было у наших предков: у них в атриях напоказ были выставлены не произведения иноземных мастеров, не работы из меди или мрамора, а по отдельным шкапам были расположены изображения лиц, отпечатанные на воске, чтобы были портреты для ношения во время похорон человека, принадлежащего к тому же роду. Таким образом, когда кто-нибудь умирал, при нём находились все, кто когда-либо входил в состав этой семьи» (Плиний, Nat. Hist., XXXV, 6).
Лишённые гражданской чести за какой-либо проступок теряли право иметь посмертные маски, родственники исключали их изображения из числа родовых. Так было с изображением Брута и Кассия.

### Техника
Маски-слепки делались непосредственно с лиц усопших или ещё живых римлян и потом обрабатывались с целью придания им большего натуроподобия, в частности, раскрашивались. Этот метод привел к прекрасному знанию римскими мастерами особенностей мускулатуры человеческого лица и его мимики, что повлекло за собой прекрасные результаты уже при обычном позировании. Корни подобного погребального культа были восприняты римлянами у этрусков, где портрет также был чрезвычайно развит. В более поздний период недолговечные восковые маски сменили глиняные (терракотовые), каменные или мраморные бюсты (лат. clipeatae Imagines).
«Британника» сообщает, что экстремального реализма такие маски достигли в середине 2 века до н. э., а источником этой реалистичности стало воздействие эллинизма: «нет основания полагать, что римляне и этруски более раннего периода имели обычай делать точные маски, снимая их непосредственно с лиц».
Считается, что веристический римский портрет идет именно от обычая снимать данные восковые маски. Традиционно предполагается, что эти маски снимали с лиц умерших: «восковые маски, изготовлявшиеся, как полагали, по гипсовым формам, снятым с лиц умерших, стали основой, на которой развился римский скульптурный портрет; древнейшие образцы его рассматривали как перевод в более прочный материал восковых масок и объясняли этим присущее римскому портрету, особенно на раннем этапе его развития, протокольно точное воспроизведение натуры. Сравнение некоторых портретов республиканского времени с посмертными масками, сделанными в наши дни, показывающее их несомненное сходство, казалось бы, подтверждает это положение», пишут историки римского портрета.

### Посмертные или прижизненные?
Термин «посмертные» относительно этих изображений некоторыми критикуется: «суть возражений сводится к следующему: во-первых, древние авторы, рассказывая о восковых изображениях предков, нигде ни разу прямо не говорят о существовании обычая снимать маски с лица умерших. Утверждение о существовании именно таких масок — произвольная трактовка древних текстов в современной литературе. Во-вторых, римские республиканские портреты, при всем их натуралистическом характере, никогда не производят впечатления мертвых лиц, напротив, они всегда изображают живых людей. Да и сами восковые маски умерших предков, сколько можно судить по очень немногим сохранившимся данным, изображали не мертвых, но живых людей».
Сохранившийся «Тогатус Барберини» — портрет римлянина с портретами предков, доказывает, что эти портреты были выполнены из какого-то легкого материала и изображали безусловно живых, а не умерших людей.
Американский ученый Брайан Роуз, занимающийся их изучением, пишет: «Поскольку маски использовались во время похорон, их обычно называют „посмертными“, но несомненно, они создавались при жизни модели, обычно в 35-40 лет, когда человек достигал уверенного высокого положения. Другими словами, заказывание маски было признаком достижения вами статуса в римском обществе, сигналом о том, что вы были на том же пути к политической известности, что и ваши предки». То есть, их готовили заранее. (Фаюмские портреты) тоже явно являются прижизненными изображениями).
Роуз обращает внимание, что раз маски надевались актёрами в процессиях, в них должны были быть сквозные глазницы и ноздри.